# Aerides lawrenciae
Aerides lawrenciae Rchb.f. (1883), es una especie de orquídea epífita incluida en la subfamilia Epidendroideae. Está tratada en peligro de extinción por pérdida de hábitat.

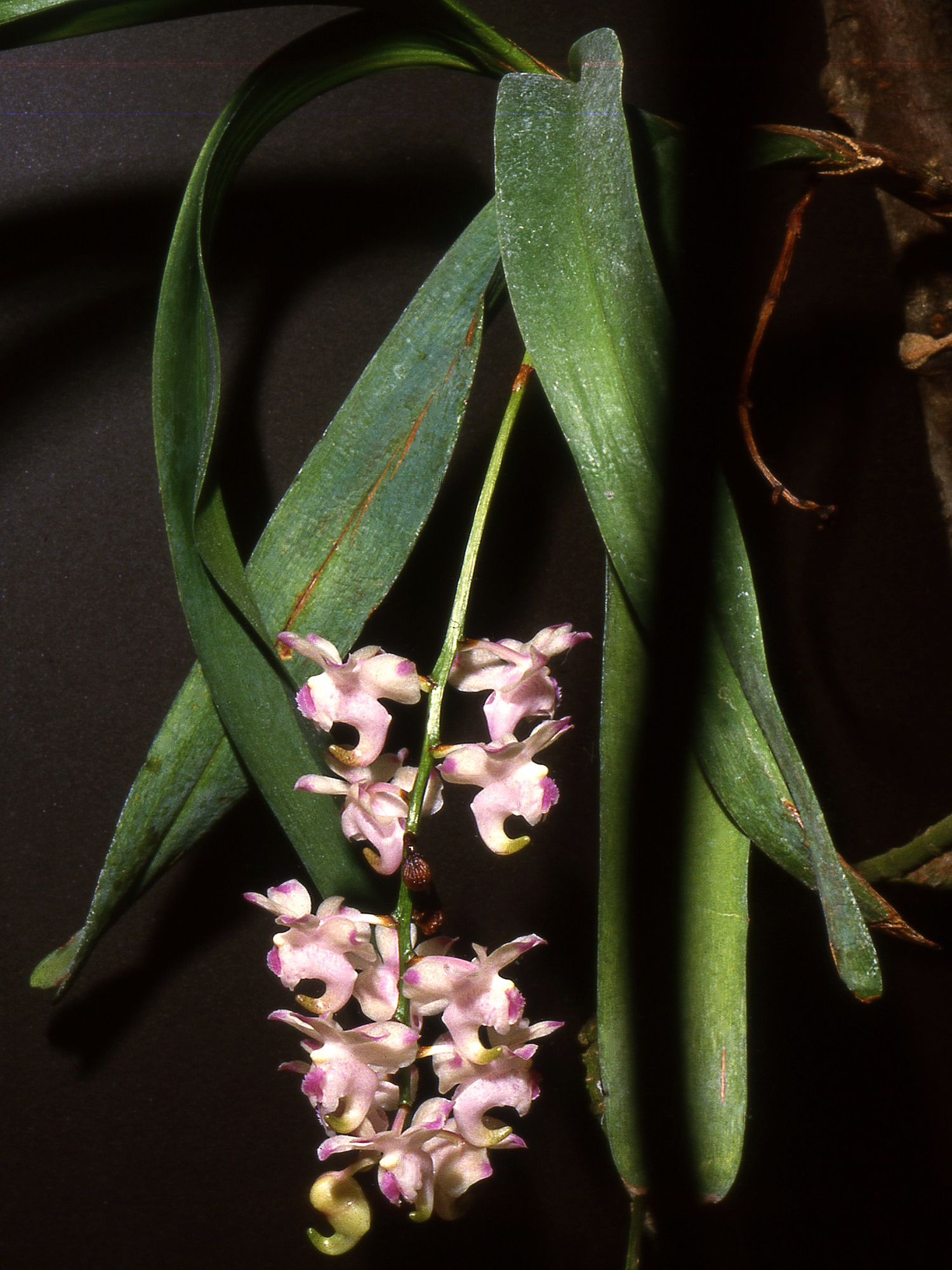
Inflorescencia

## Distribución y hábitat
Se encuentra en Filipinas en las islas de Mindanao y Cebú en alturas de hasta 500 metros en lugares de luz intensa.

## Descripción
Es una planta de tamaño gigante que alcanza 1.5 m de altura, a veces colgante, que prefiere clima cálido a fresco, es epífita, monopódica, con un tallo alargado de 60 cm que llevan estructuras de hojas y flores con una inflorescencia en un racimo denso con  muchas [hasta 30] flores de 4.35 cm de ancho, cerosas y fragantes, de larga duración y que se producen en el otoño y principios de invierno.

## Taxonomía
Aerides lawrenciae fue descrita por Heinrich Gustav Reichenbach y publicado en Gard. Chron. 20: 460 (1883).
Etimología
Aerides (abreviado Aer.): nombre genérico que procede de las palabras griegas: "aer" = "aire" y "eides" = "asemejando", aludiendo al hábito de epífitas de estas plantas que aparentemente se alimentan de nada, solo de lo que la atmósfera pueda ofrecerles. 

lawrenciae: epíteto otorgado en honor de la Dama Lawrence (esposa de un entusiasta inglés de las orquídeas de 1800).
Sinonimia
- Aerides sanderiana Rchb.f. (1884)
- Aerides lawrenciae var. amesiana Sander ex Kraenzl. (1891)
- Aerides lawrenciae var. sandersiana (Rchb.f.) Sander ex Kraenzl. (1892)
- Aerides lawrenciae var. fortichii Ames & Quisumb. (1935)
- Aerides lawrenciae var. punctata Ames & Quisumb. (1935)
- Aerides lawrenceae f. fortichii (Ames & Quisumb.) M. Wolff & O. Gruss (2007)
- Aerides odorata  var lawrencea Rchb.f ?;
- Aerides sanderianum Rchb.f. 1884[1][3][4]